# Georges Tourdjman
Georges Tourdjman, né le 12 septembre 1935 à Casablanca et mort le 23 décembre 2016 à Saint-Ouen, est un photographe français.

## Biographie
Élève d’Alexey Brodovitch, à New York dans les années 1960, Georges Tourdjman retourne en France et travaille comme metteur en scène à partir de 1963 notamment dans des films publicitaires,. Ses talents de photographe attirent l'attention des grandes maisons de haute couture, qui font appel à ses services. Ses photos illustrent les revues telles que Stern ou Marie France, ainsi que quelques pochettes de disque. Il a également réalisé une série de photos des habitants du village de Fontaine-les-Ribouts en Eure-et-Loir, où il réside, dans une volonté d'archivage de l'endroit.
Il est renommé pour ses portraits d’artistes tels que Man Ray (1972), Henri Cartier-Bresson, Hiro, Robert Mapplethorpe (1982), Irving Penn, Helmut Newton, ou Robert Doisneau et aussi pour ses photos de nus. Il a été commissaire des 13e Rencontres d'Arles.
Dans une entrevue télévisée en 1982, il dit du portrait que « C'est une manière de raconter un personnage ».
Il est marié à Bénédicte Tourdjman et a deux fils, César et Mathieu.
Georges Tourdjman meurt le 23 décembre 2016, des suites d’un cancer. Depuis 2018, une allée de la commune de Fontaine-les-Ribouts porte son nom.

## Publications
- Fontaine les Ribouts, chronique d'un village, L’Harmattan, 2003, 112 p. (ISBN 978-2747509503)

## Collections publiques
- Centre Georges-Pompidou
- Musée Vassilieff
- Musée d'art de Toulon

## Vidéogramme
- Georges Tourdjman, journal télévisé France 2 du 4 juillet 1982, 12 min 12 s.
- Le procédé Fresson, film 16m/m de Jean Réal avec G. Tourdjman, Bernard Plossu, Bernard Faucon, Frank Horvat, John Batho. 1986 [7]